# Мкртчян, Мисак Левонович
Мисак Левонович Мкртчян (арм. Միսակ Մկրտչյան; 19 февраля 1938, Гюмри — 26 апреля 2018) — армянский партийный и государственный деятель.

## Биография
- 1962—1967 — Армянский государственный педагогический институт им. Х. Абовяна. Педагог-математик.
- 1974—1979 — Ереванский институт народного хозяйства. Экономист. Награждён орденами «Знак Почёта» (1971), Трудового Красного знамени (1973) и Октябрьской Революции (1984).
- 1957—1967 — работал в Ленинаканской школе № 7 старшим начальником отряда[прояснить], учителем математики.
- 1961—1966 — руководитель отдела школы Ленинаканского горкома ВЛКСМ, а с 1966—1967 — первый секретарь горкома ВЛКСМ.
- 1967—1975 — секретарь ЛКСМ Армении.
- 1975—1979 — инспектор отдела организации ЦК КПА.
- 1979—1988 — первый секретарь Ахурянского райкома КПА.
- 1988—1989 — первый секретарь Ленинаканского горкома КПА.
- 1989—1991 — начальник отдела организации ЦК КПА.
- 1989—1991 —  народный депутат СССР от КПСС[1].
- 1997—1998 — уполномоченный представитель министерства путей сообщений РФ в Армении.
- 1991—1995 — избран депутатом Верховного совета Армянской ССР (затем Армении). Член комиссии по местному самоуправлению, затем заместитель председателя. Член партии «КПА».
- 1999—2003 — вновь был депутатом парламента. Член постоянной комиссии по государственно-правовым вопросам. Заместитель председателя партии «НДП».